# Бенджамін Прауд
Бенджамін Прауд (англ. Ben Proud, 21 вересня 1994) — британський плавець.
Учасник Олімпійських Ігор 2016 року.
Чемпіон світу з водних видів спорту 2017 року.
Чемпіон Європи з водних видів спорту 2014, 2018 років, призер 2016, 2020 років.
Призер Чемпіонату Європи з плавання на короткій воді 2017 року.
Переможець Ігор Співдружності 2014, 2018 років.

## Виступи на Олімпійських іграх
| Олімпіада           | Дисципліна           | Місце |
| ------------------- | -------------------- | ----- |
| Ріо-де-Жанейро 2016 | 50 м вільним стилем  | 4     |
| Ріо-де-Жанейро 2016 | 100 м вільним стилем | 29    |
| Токіо 2020          | 50 м вільним стилем  | 5     |
| Париж 2024          | 50 м вільним стилем  | 2     |

## Зовнішні посилання
- Бенджамін Прауд на сайті FINA (англійська)
- Бенджамін Прауд на сайті SwimRankings.net (англійська)
- Бенджамін Прауд на сайті Olympics.com (англійська)
- Бенджамін Прауд на сайті Olympedia (англійська)
- Бенджамін Прауд на сайті British Olympic Association (англійська)
- Бенджамін Прауд на сайті Commonwealth Games Federation (англійська)
- Бенджамін Прауд на сайті Glasgow 2014 Commonwealth Games (англійська)